# Военный парад в Ханкенди
Военный парад в Ханкенди (азерб. Xankəndi şəhərində hərbi parad) — военный парад, приуроченный к третьей годовщине победы Азербайджана во Второй карабахской войне осени 2020 года (в Азербайджане официально именуемой «Отечественной войной»), состоявшийся 8 ноября 2023 года на центральной площади (ныне площадь Победы), опустевшего после исхода армян, города Ханкенди. Принимал парад Верховный главнокомандующий Вооружёнными Силами, президент Азербайджана Ильхам Алиев. Командовал парадом первый заместитель министра обороны — начальник Генерального штаба Азербайджанской армии генерал-полковник Керим Велиев.
Торжественным маршем по центральной площади города прошли парадные расчёты военнослужащих сухопутных войск, военно-морских сил, сил специального назначения, пограничных войск и спецслужб Азербайджана. В ходе парада была продемонстрирована также военная техника, состоящая на вооружении азербайджанской армии, и часть армянской техники, конфискованной по итогам боевых действий осенью 2023 года.
Парад в Ханкенди стал вторым парадом в истории Азербайджана после войны осени 2020 года (если не считать военного парада в Шуше 8 ноября 2022 года по случаю Дня Победы), а также вторым парадом азербайджанской армии в Ханкенди, проведённым спустя 104 года (первый военный парад армии АДР прошёл в городе в 1919 году и также был третьим по счёту парадом первой республики).

## Предыстория
Конфликт вокруг Нагорного Карабаха — международно признанной территории Азербайджана, большинство населения которой составляют армяне, — имеет давние корни. Этническое насилие, проявившееся в регионе в конце 1980-х годов, привело к самопровозглашению Нагорно-Карабахской Республики (НКР), а после распада СССР переросло в полномасштабную войну, завершившуюся в 1994 году подписанием соглашения о прекращении огня. С тех пор регион полностью находился под контролем НКР, которую поддерживала Армения, причём вооружённые силы НКР контролировали не только заявленную при провозглашении независимости территорию, но и прилегающие к ней районы, которые до войны имели преимущественно азербайджанское население (так называемый «пояс безопасности» Нагорного Карабаха). Впоследствии эти территории были включены де-факто властями НКР в её административно-территориальную структуру. Подавляющее большинство населения этих районов в результате боевых действий было вынуждено покинуть свои дома.

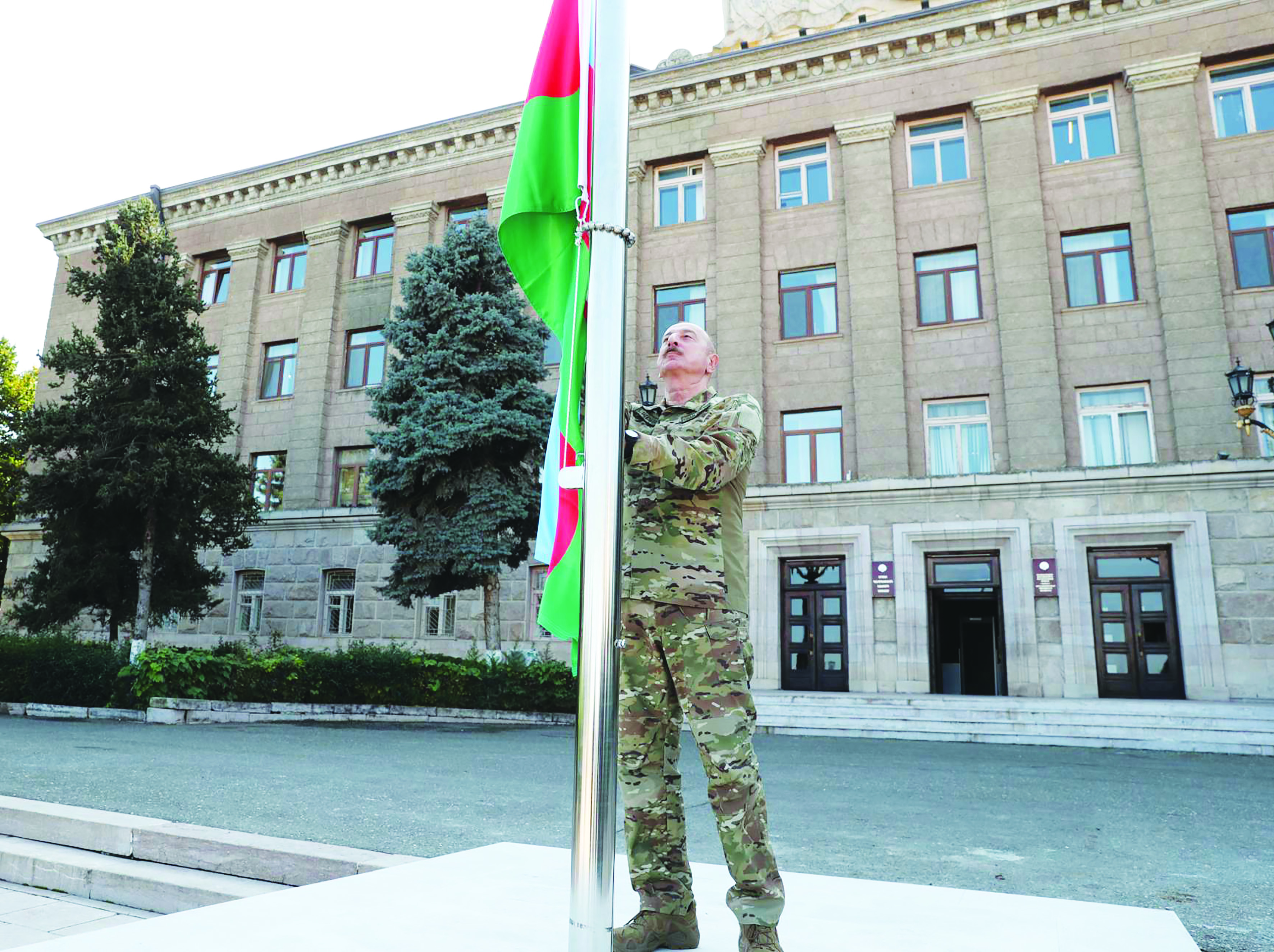
Президент Азербайджана Ильхам Алиев поднимает флаг Азербайджана над городом Ханкенди. 15 октября 2023 года

Подписание соглашения о прекращении огня позволило перейти к переговорам о мирном урегулировании конфликта под эгидой Минской группы ОБСЕ. Попытки международного посредничества, однако, зашли в тупик, особенно после провала мирного плана, основанного на Мадридских принципах. Соглашение о прекращении огня неоднократно нарушалось, а осенью 2020 года в регионе вспыхнула новая война, известная как Вторая карабахская война, закончившаяся заявлением о прекращении огня и возвращением Азербайджаном под свой контроль части Нагорного Карабаха и семи прилегающих к ней районов. В Нагорном Карабахе и Лачинском коридоре, связывающем Нагорный Карабах с Арменией, был развёрнут российский миротворческий контингент.
В декабре 2022 года при бездействии российских миротворцев Азербайджан начал блокаду Нагорного Карабаха, перекрыв Лачинский коридор. В ходе блокады было перекрыто наземное и воздушное сообщение с НКР, прекращены поставки туда продовольствия, медикаментов и других товаров, а также подача газа и электроэнергии. Блокада вызвала в регионе острый гуманитарный кризис и была раскритикована международными организациями. Международный суд ООН обязал Азербайджан обеспечить беспрепятственное передвижение по Лачинскому коридору.
19 сентября 2023 года Азербайджан начал в регионе боевые действия, спустя сутки которых было заключено соглашение о прекращении огня на условиях Баку, ставшее по сути актом капитуляции НКР. Армянские силы в Нагорном Карабахе начали сдавать оружие и военную технику, большая часть армянского населения стала уезжать в Армению, а глава НКР Самвел Шахраманян подписал указ о прекращении существования Нагорно-Карабахской Республики до 1 января 2024 года. В результате Азербайджан вернул себе полный контроль над всей территорией Карабаха. 15 октября президент страны Ильхам Алиев лично посетил Ханкенди и поднял флаг страны в городе, продемонстрировав восстановление полного суверенитета над Карабахом.

## Подготовка и организация
О том, что в Ханкенди планируется провести военный парад стало известно уже в конце октября 2023 года. 4 ноября азербайджанские СМИ распространили видеокадры, на которых видно, как военнослужащие азербайджанской армии проводят тренировки на центральной площади Ханкенди. 7 ноября подготовка к параду уже близилась к завершению.
Рабочие неделями работали над очисткой главных артерий, установкой кранов для операторов общественного телевидения, размещением азербайджанских транспарантов и флагов. В ходе подготовки парада с двух конических крыш армянского собора Пресвятой Богородицы, исчезли два креста. Согласно «El Mundo» этот факт придает завоеванию налет джихада. Однако это никого не удивило, учитывая то, что уже произошло два года назад в Шуше или Гадруте, где была снесена целая церковь.

## Ход парада
В установленное время 8 ноября парадные расчёты подразделений были выстроены на центральной площади Ханкенди для парада войск. Парад начался в утренние часы. Министр обороны Азербайджана генерал-полковник Закир Гасанов отдал рапорт президенту Азербайджана, верховному главнокомандующему вооружёнными силами Ильхаму Алиеву. Глава государства поприветствовал военнослужащих участников парада, затем минутой молчания была почтена память третьего президента страны Гейдара Алиева и погибших в борьбе за суверенитет и территориальную целостность Азербайджана, после чего военный оркестр МО исполнил Государственный гимн Азербайджана. Ведущим парада был участник Отечественной войны полковник Абдулла Гурбани. В отличие от первого Парада Победы в Баку, который состоялся в 2020 году, этот парад не транслировался в прямом эфире. Видеозапись парада в Ханкенди ведущие телеканалы страны показали только во второй половине дня.

### Речь президента
С речью к военнослужащим обратился президент Азербайджана Ильхам Алиев. В своей речи Алиев, помимо прочего заявил, что его стране «не нужна новая война», что Азербайджан добился того, к чему стремился, «восстановив международное право, восстановив историческую справедливость, восстановив национальное достоинство» и «указав врагу на его место». Также Алиев заявил, что никогда не сомневался в том, что «сегодняшний день наступит, и в городе Ханкенди пройдет военный парад под флагом Азербайджана», и что Азербайджан показал «всему миру силу, волю и несгибаемый дух азербайджанского народа».

### Прохождение войск

#### Пешая часть

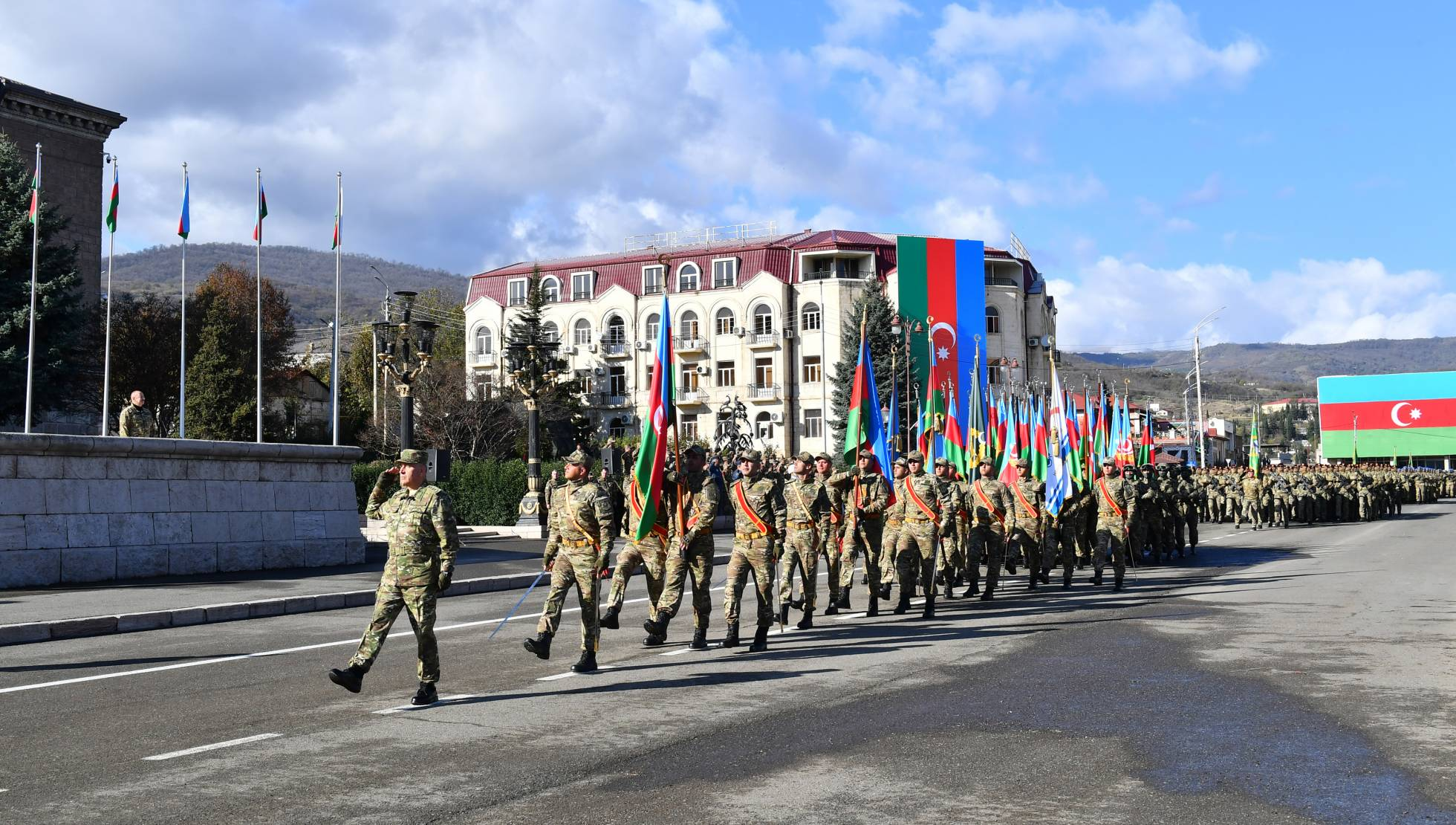
Знаменные группы с Государственным флагом Азербайджанской Республики, Знаменем Победы и Знамёнами видов Вооружённых Сил Азербайджана

Сотни азербайджанских военных принимали участие в параде. Сначала парадные расчёты прошли торжественным маршем мимо трибуны под Государственным флагом Азербайджанской Республики и знаменем Победы, водруженным в Шуше. Вслед за ними на центральную площадь города Ханкенди были внесены боевые знамена азербайджанской армии и родов войск, воинских подразделений, которые принимали участие в боевых действий осенью 2023 года.
Затем перед трибуной в следующем порядке прошли парадные расчёты:
- Сил специального назначения Министерства обороны во главе с командующим Силами специального назначения генерал-лейтенантом Хикметом Мирзоевым
- 1-го армейского корпуса во главе с генерал-майором Билалом Чомпузовым;
- 2-го армейского корпуса во главе с генерал-лейтенантом Маисом Бархударовым;
- 3-го армейского корпуса во главе с полковником Оруджем Абдуллаевым;
- 4-го армейского корпуса во главе с генерал-майором Мунасибом Бабаевым;
- 5-го армейского корпуса во главе с генерал-майором Кянаном Сеидовым;
- Отдельной общевойсковой армии во главе с генерал-майором Мухаммедом Гасановым;
- Морских пехотинцев Военно-морских сил во главе с полковник-лейтенантом Халидом Ибрагимовым[азерб.];
- Военно-воздушных сил во главе с генерал-майором Намигом Исламзаде;
- Отряда специального назначения «Гартал» Службы государственной безопасности во главе с полковником Джабиром Джафаровым;
- Отряд специального назначения «Яраса» Службы внешней разведки;
- Отрядов специального назначения Внутренних войск Министерства внутренних дел во главе с генерал-майором Тофигом Гусейновым;
- Государственной пограничной службы во главе с генерал-майором Бабеком Алекперовым;
- Национальной гвардии Службы безопасности Президента Азербайджанской Республики во главе с полковник-лейтенантом Эльдаром Гулиевым.

Парадные расчёты
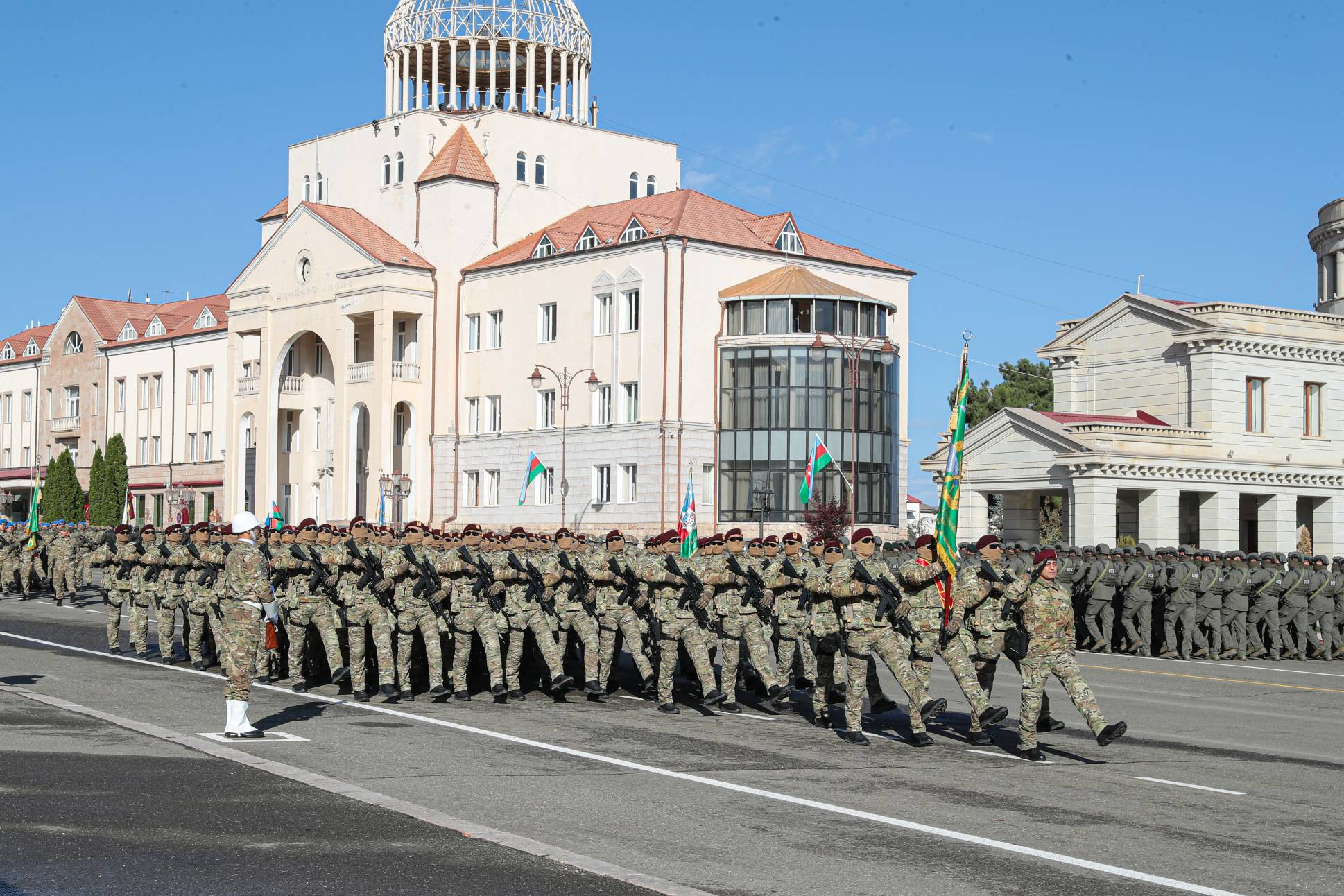
Сил специального назначения Министерства обороны
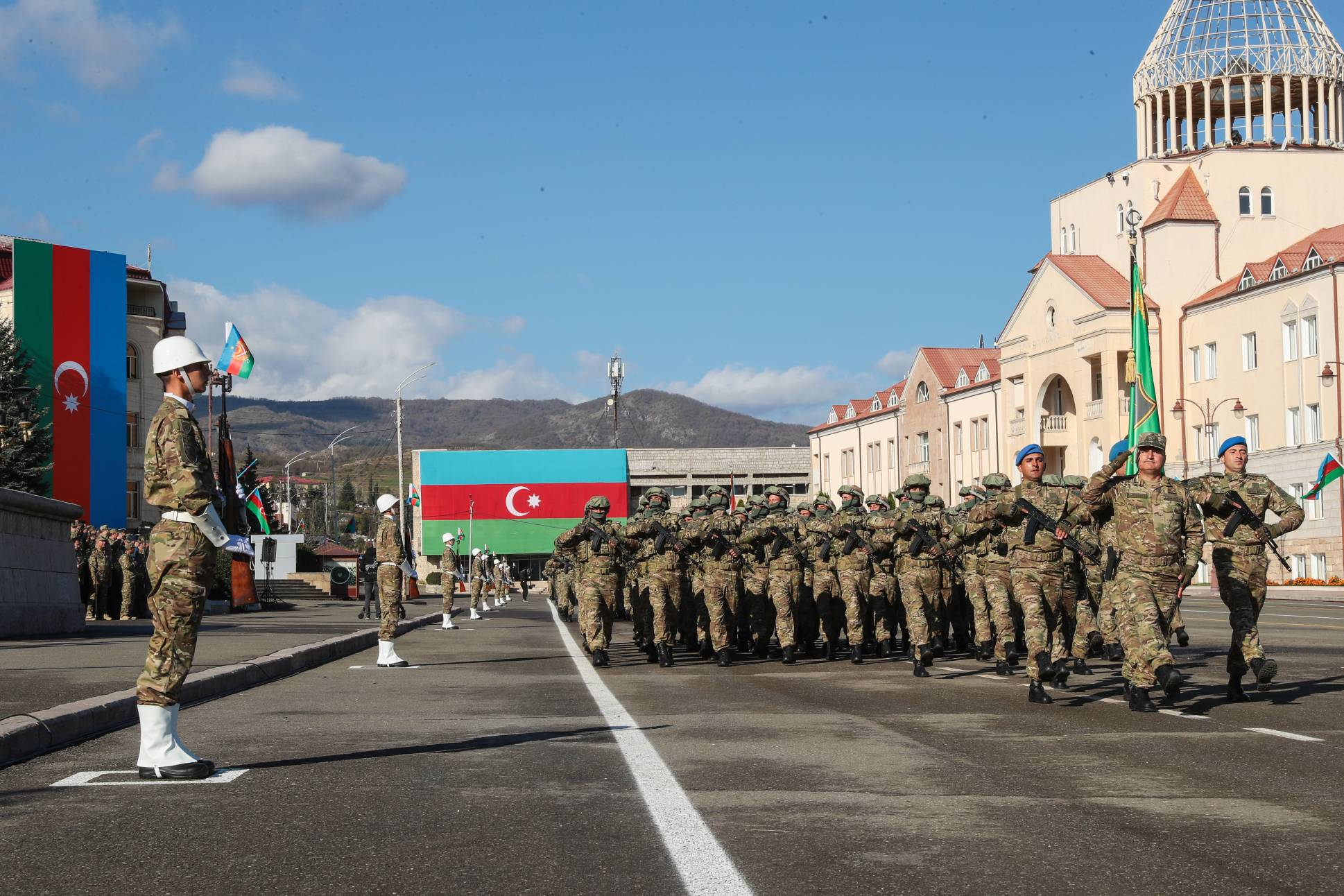
5-го армейского корпуса
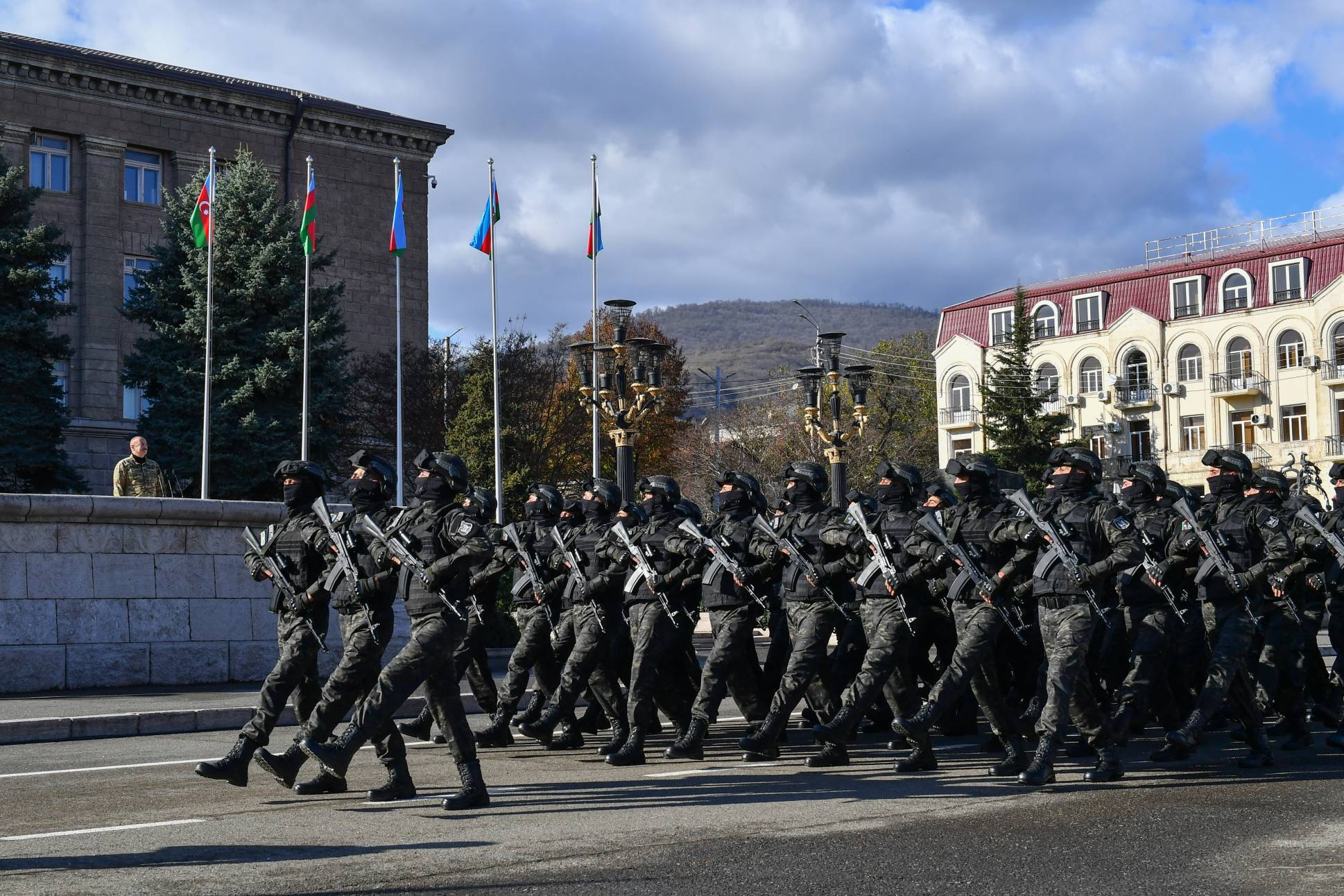
Морских пехотинцев Военно-морских сил
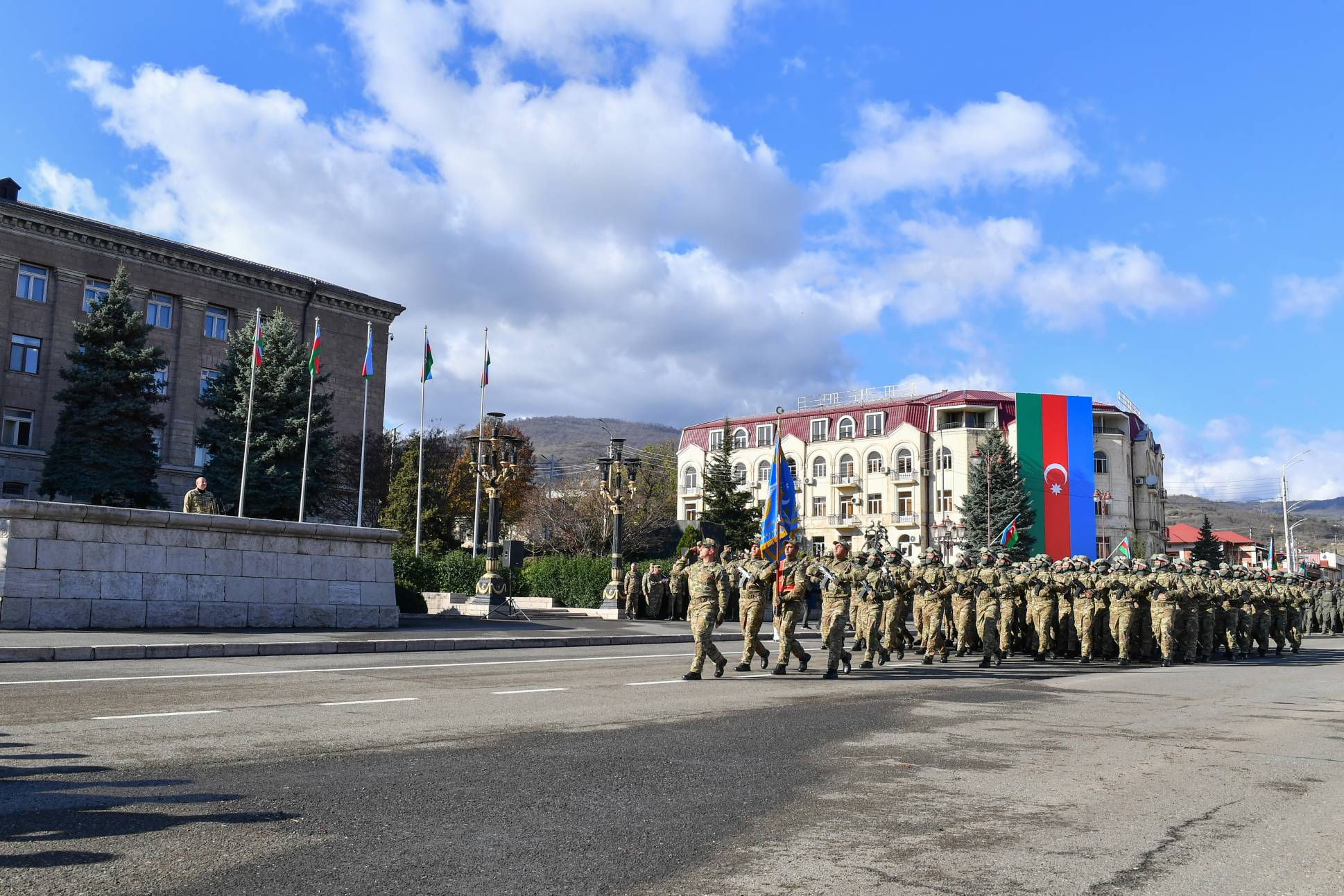
Военно-воздушных сил
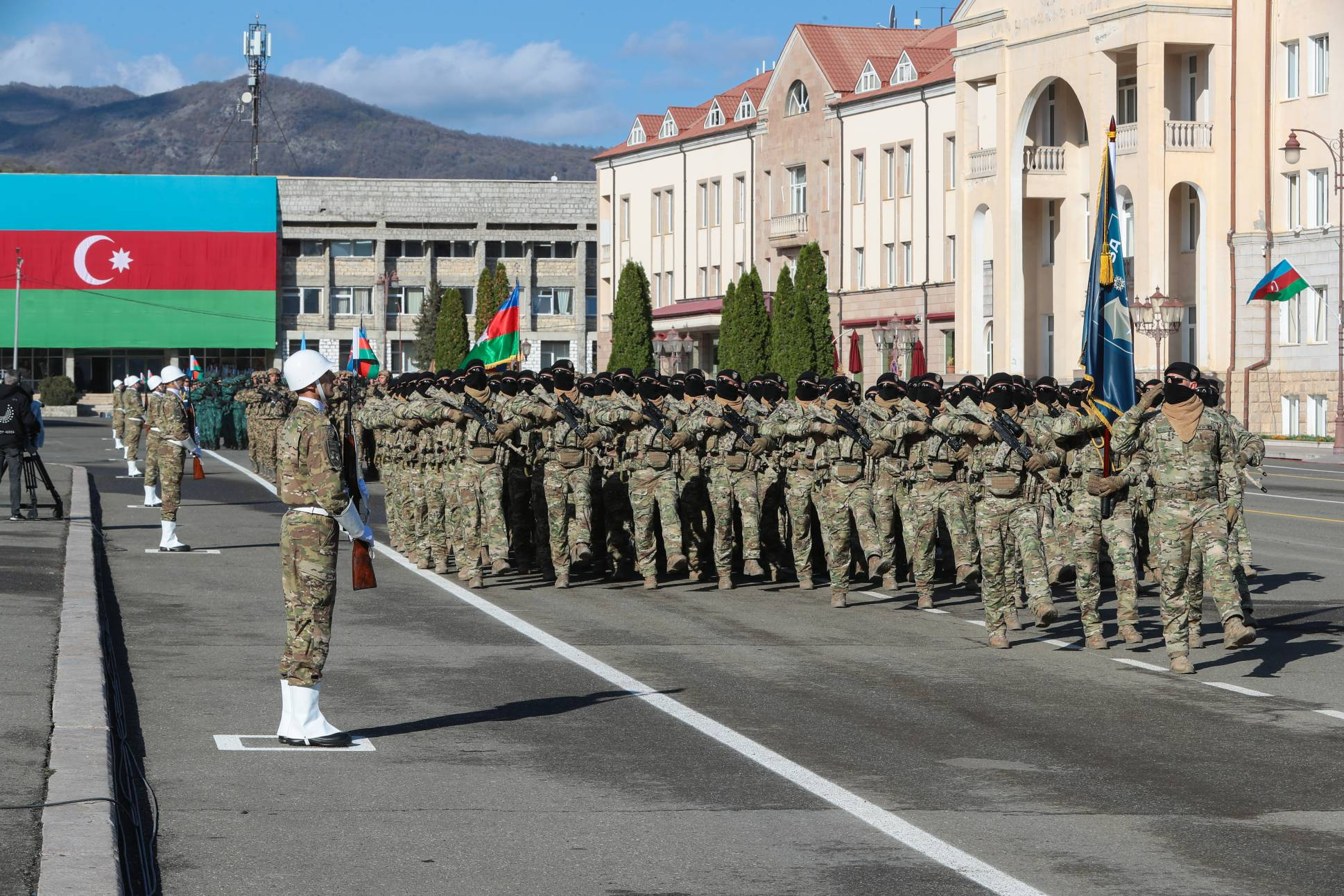
Спецподразделения YARASA Службы внешней разведки
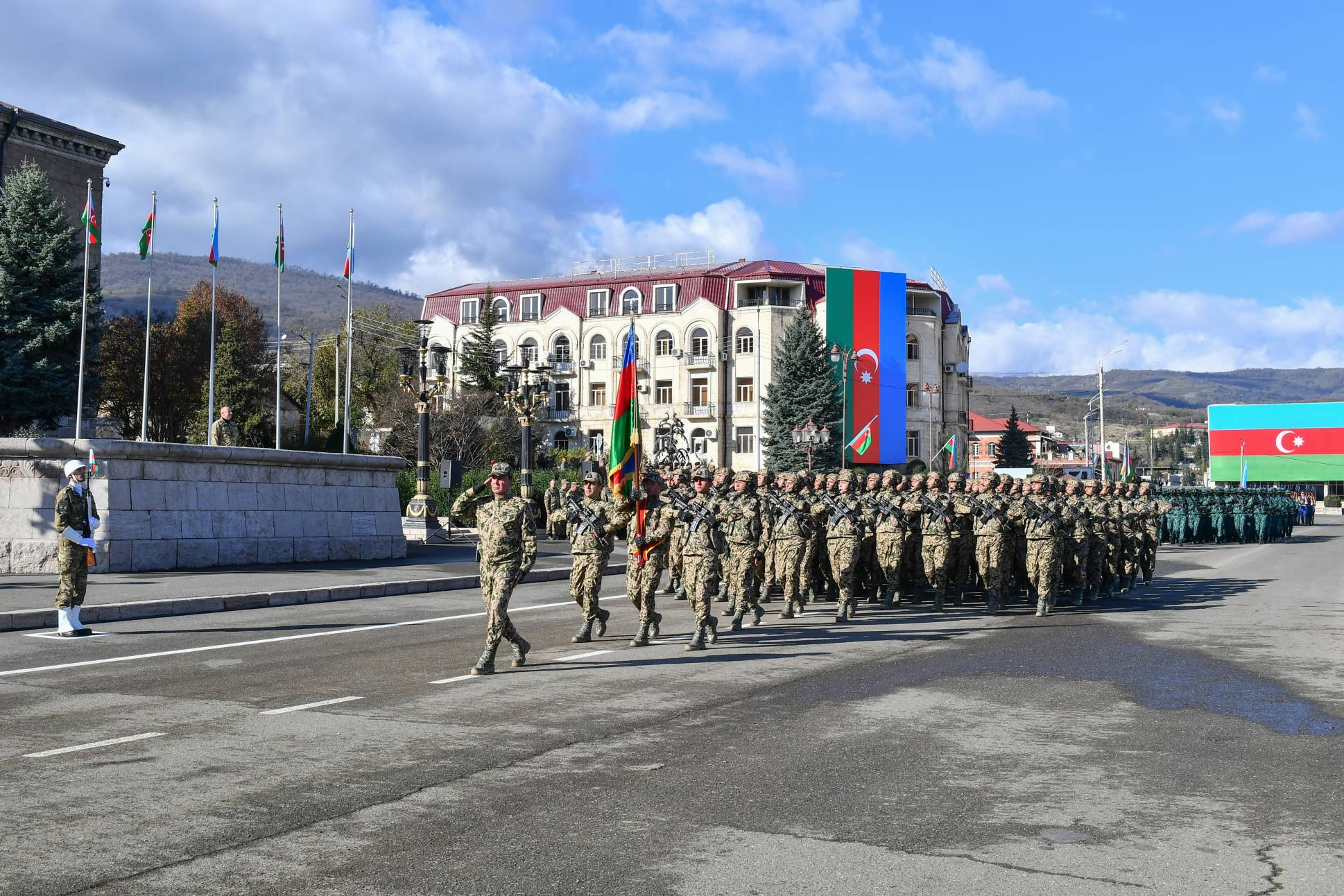
Внутренних войск Министерства внутренних дел
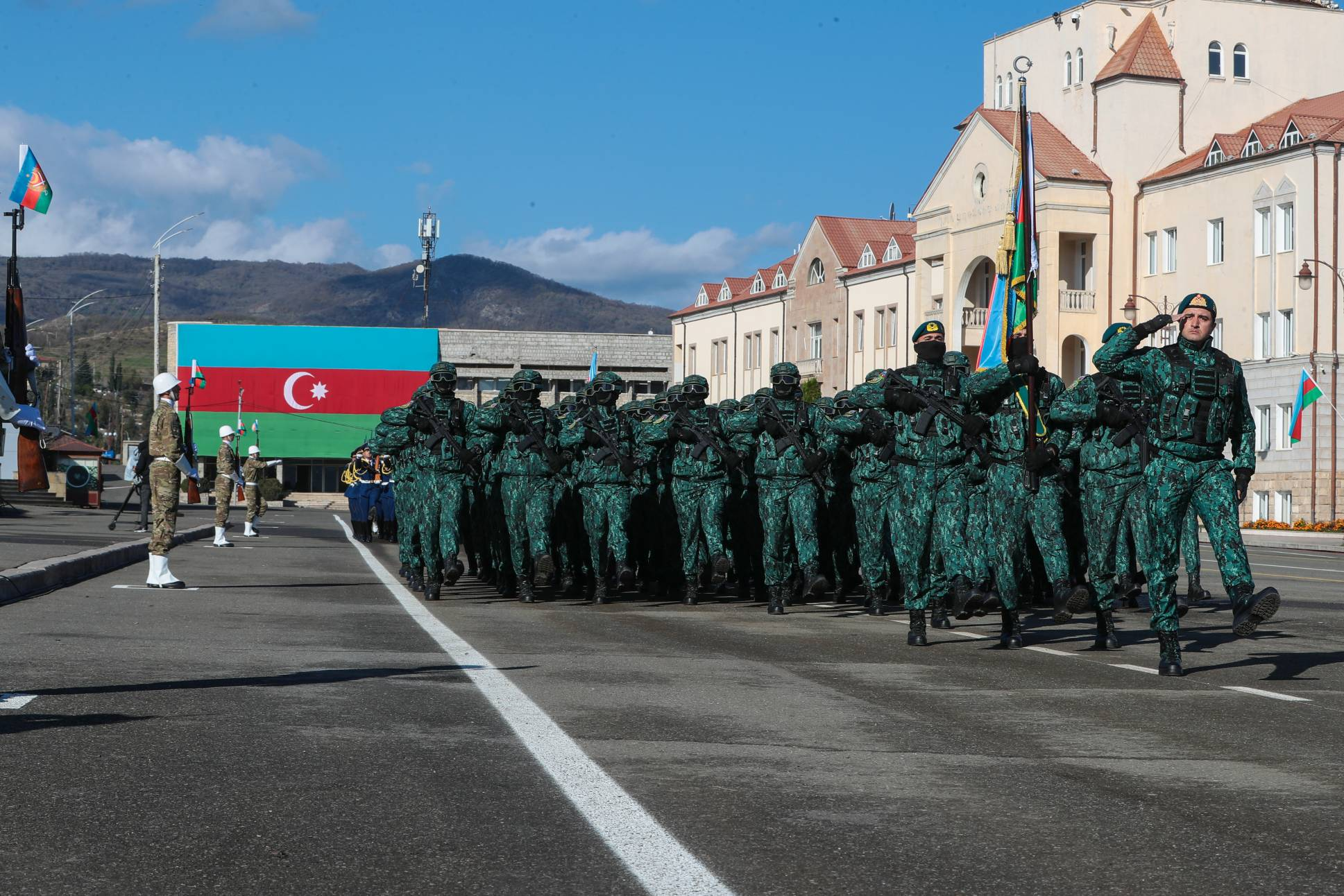
Государственной пограничной службы
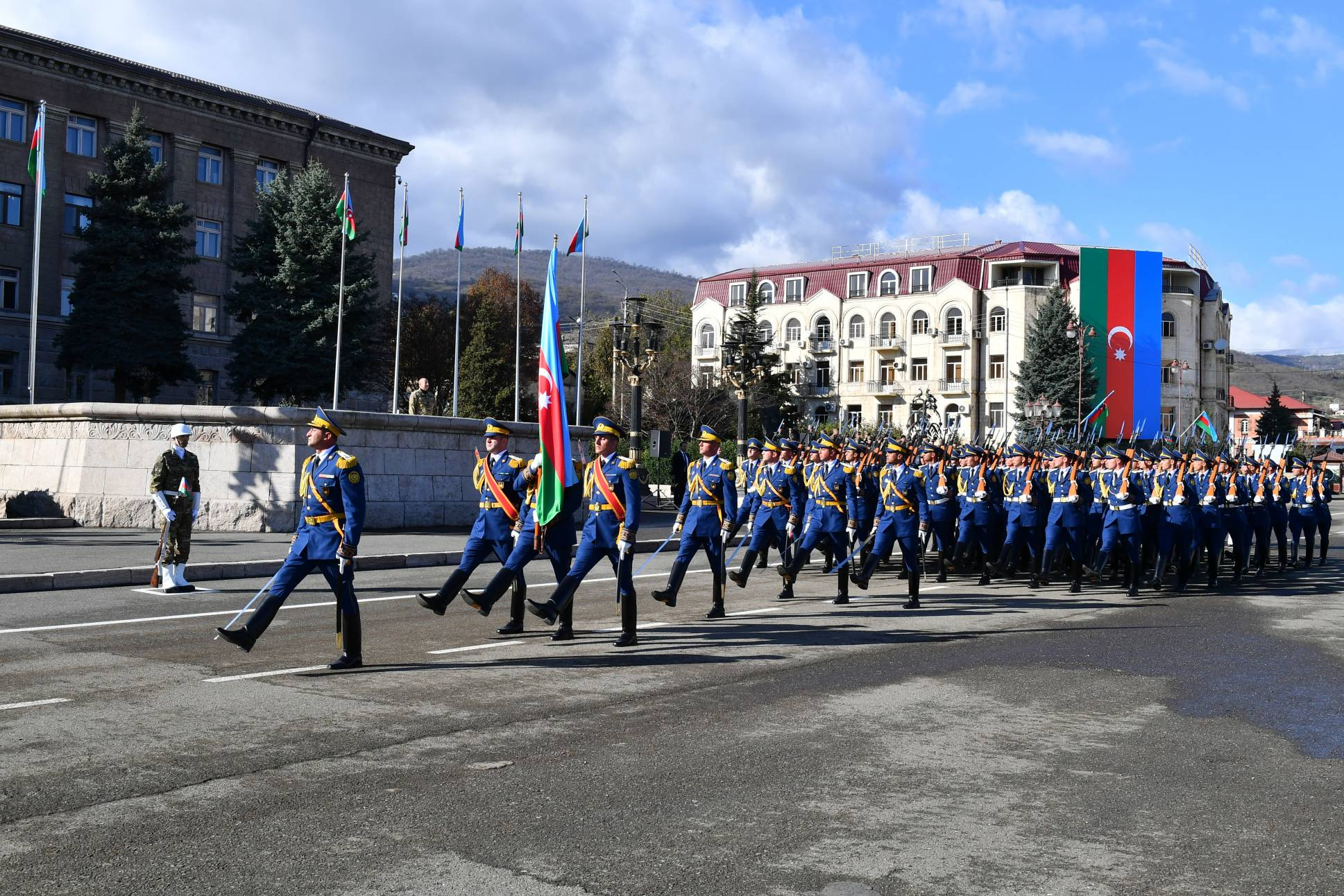
Национальной гвардии Службы безопасности Президента Азербайджанской Республики

#### Конфискованная техника
После марша парадных расчетов на центральную площадь Ханкенди на погрузчиках была доставлена небольшая часть военной техники, которая была конфискована по итогам боевых действий осенью 2023 года. Был также продемонстрирован щит с отражённым на нём словом «Победа» (азерб. Zəfər), который был сделан из номерных знаков конфискованной военной техники и транспортных средств. Эта своеобразная стена проехала на прицепе одной из последних машин. Эта демонстрация являлась прямой отсылкой к похожей стене в Кельбаджарском районе, которую армяне обили номерами, снятыми с машин азербайджанцев, покинувших Карабах в ходе Первой карабахской войны.

Конфискованная техника
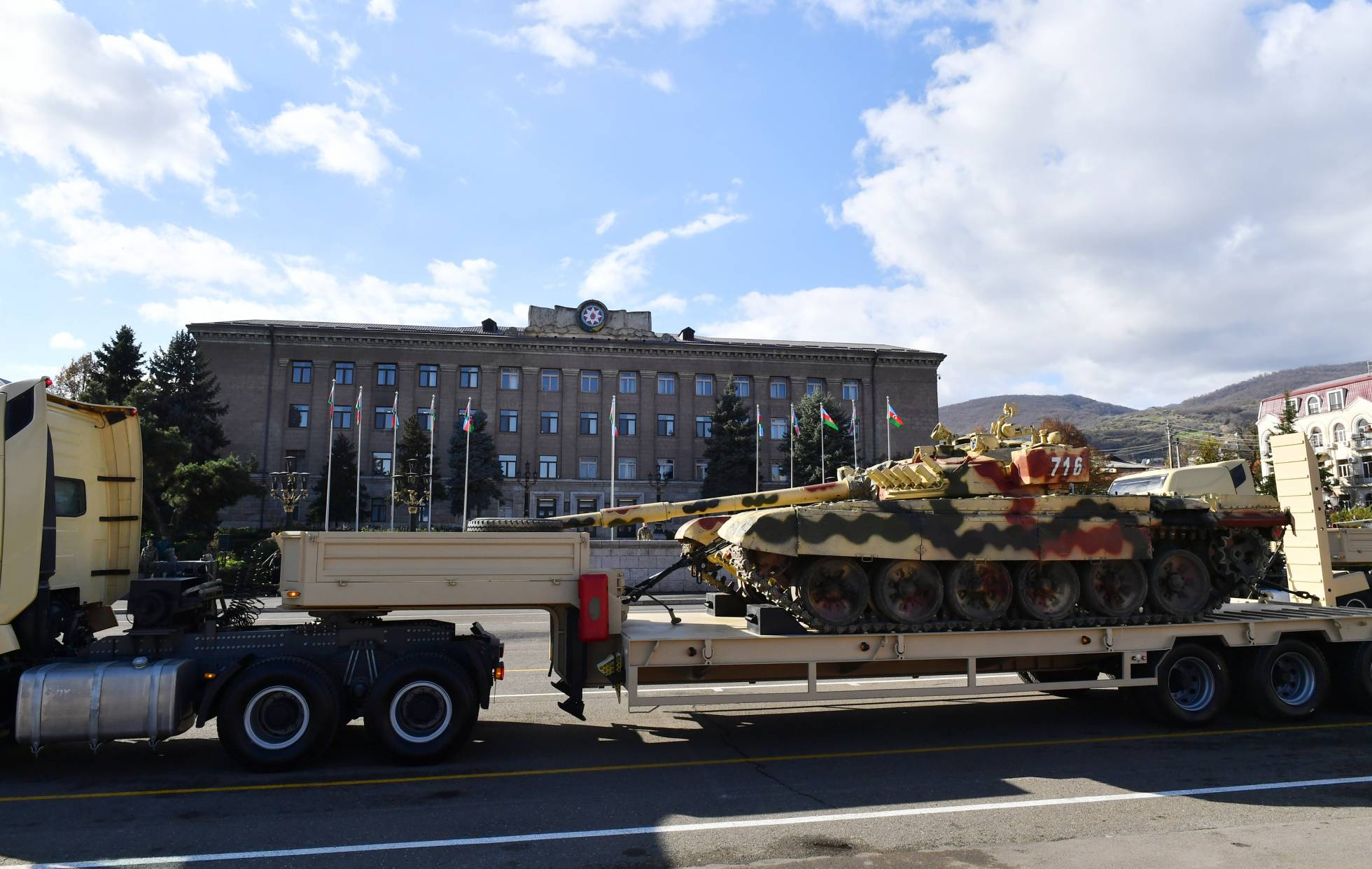
Танк Т-72
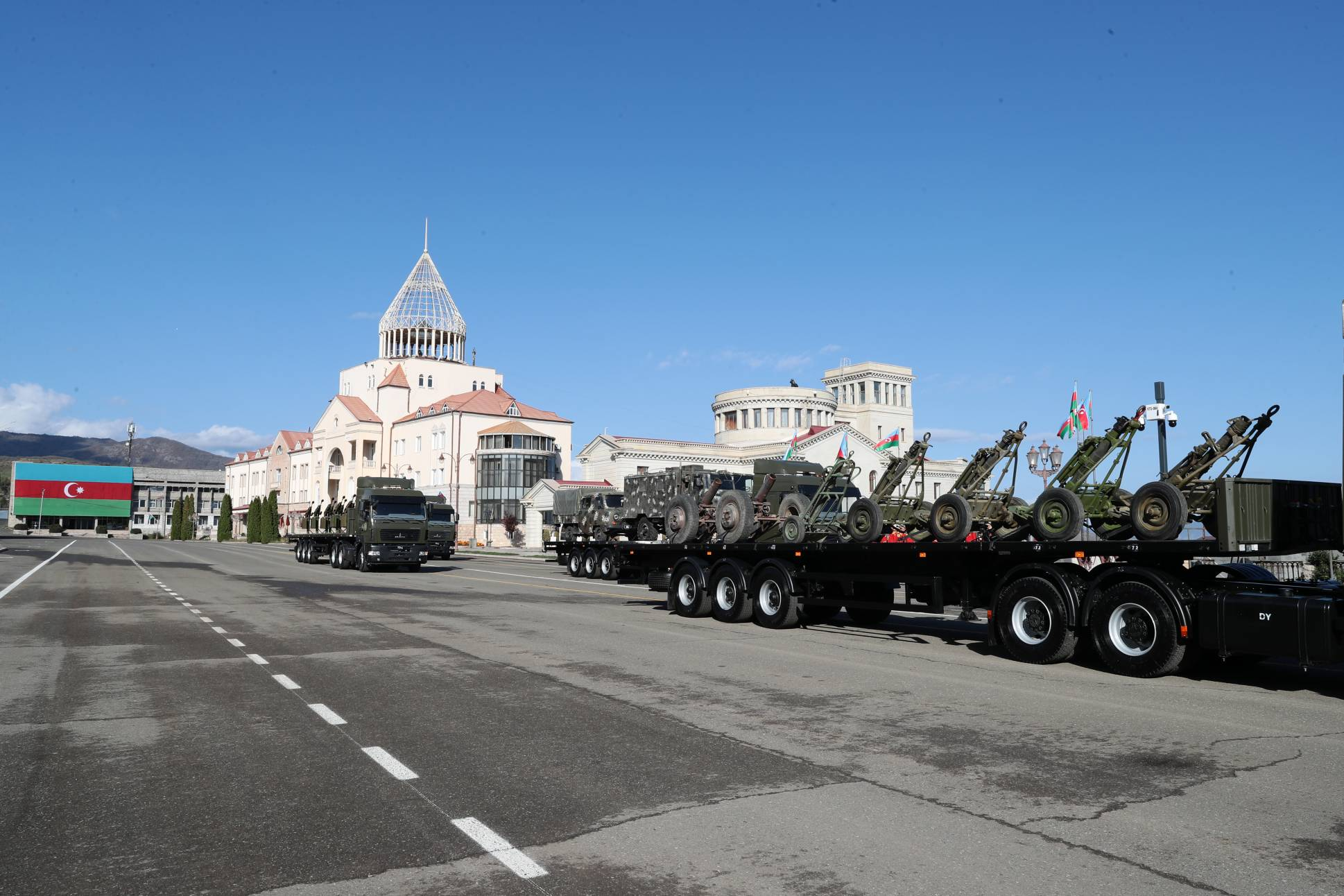
Миномёты
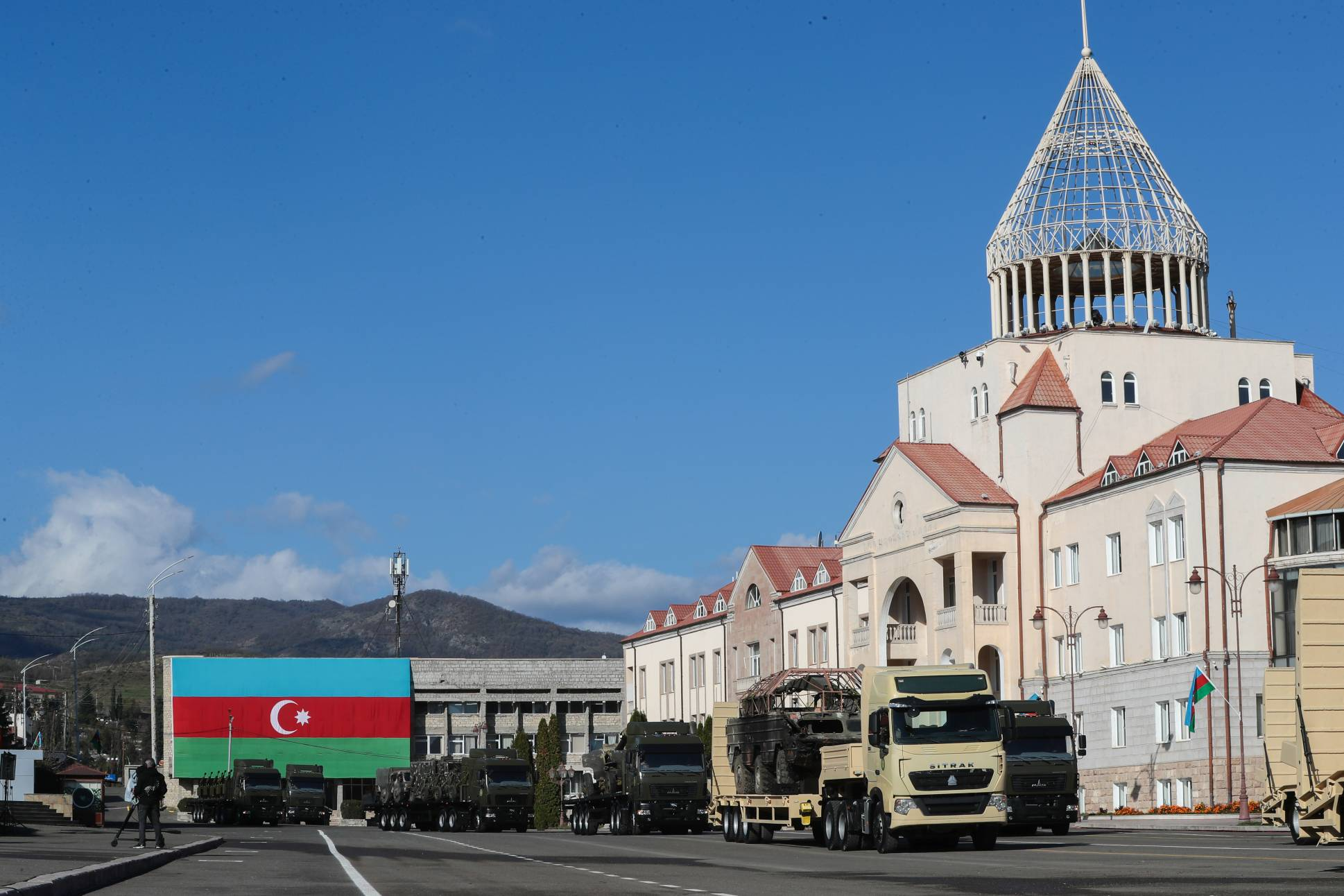
ЗРК «Оса»
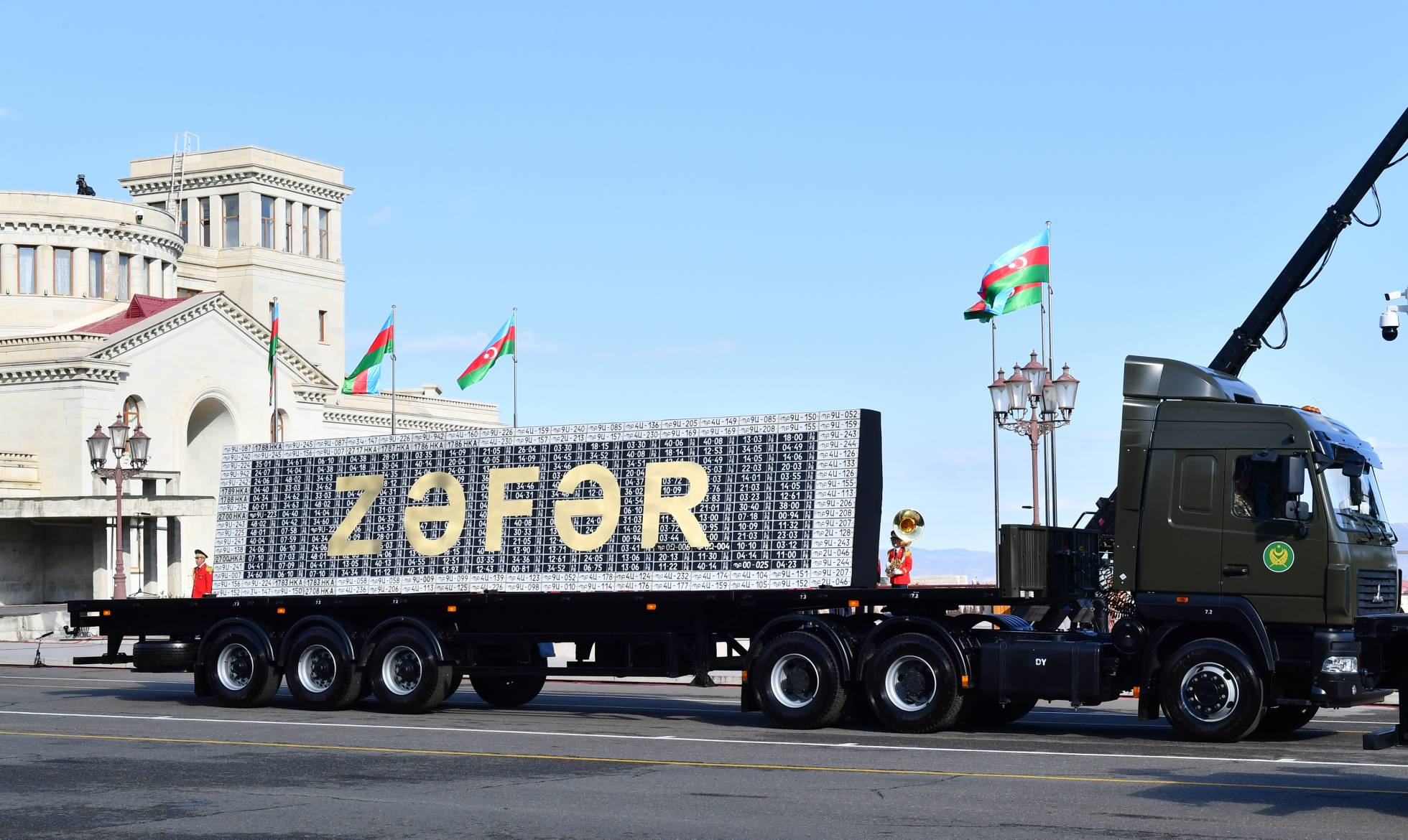
Щит из номерных знаков конфискованной военной техники и транспортных средств с отражённым на нём словом «Победа»

## Мнения и оценки

### Реакция в мире
Обозреватель «Коммерсанта» Сергей Строкань отмечает, что парад проходил в городе-призраке, покинутом армянским населением. Согласно ему «был призван обозначить сделанный решающий шаг на пути восстановления территориальной целостности страны — переход под контроль Азербайджана той части карабахского региона, которую не удалось отвоевать осенью 2020 года».
Хотя в официальных и неформальных беседах с журналистами азербайджанские чиновники утверждали о готовности Азербайджана к мирным отношениям с Арменией, по словам журналистки Русской службы Би-Би-Си Ольги Ившиной, проведение военного парада в Ханкенди «не очень было похоже на поведение стороны, которая спешит поставить точку в многолетнем кровавом конфликте».
Российский политолог, директор Центра политических исследований Сергей Марков в интервью азербайджанскому новостному агентству «Report» назвал проведённый в Ханкенди парад «парадом победителей». Российский военный эксперт Игорь Коротченко, в свою очередь, в интервью азербайджанскому новостному агентству «Азертадж» назвал парад «знаком того, что восстановление суверенитета Азербайджана необратимо» и «выдающимся событием в истории Азербайджана».
Исполнительный директор Центра глобальных и стратегических исследований Пакистана Халид Теймур Акрам считает, что проведенный в Ханкенди военный парад «демонстрирует твёрдую приверженность поддержанию стабильности и обеспечению прочного мира в регионе».
«El Mundo» комментируя парад назвала Ильхама Алиева диктатором, отметив:  
На фотографиях, опубликованных его правительством, диктатора можно увидеть совершенно одного за каменной стеной, созерцающего проход своей пехоты с поднятой и укороченной головой и выпятой грудью, как будто он сжимает живот. Это была постановка, адаптированная к его личности, страдающей манией величия, граничащая с гротеском

### Реакция в Азербайджане
По мнению азербайджанского политолога Габиля Гусейнли, этот парад «вселит уверенность в друзей и страх во врагов», а также «покажет необходимость мира в регионе». Другой азербайджанский политолог Асиф Нариманлы назвал проведение третьего парада Победы в Ханкенди важным историческим событием. По словам же политолога Бахруза Гулиева, парад Победы в Ханкенди является «показателем мощи азербайджанского государства и его Вооружённых Сил».
Военный эксперт, полковник в запасе Узеир Джафаров заявил, что военный парад в Ханкенди должен «стать самым грандиозным и важным государственным событием» в стране за последние два столетия по всем параметрам, отметив его более широкое политическое и военное значение. По словам Джафарова, хотя элементы состоявшегося в Баку 10 декабря 2020 года парада невозможно повторить в Ханкенди из-за того, что площадь здесь небольшая по сравнению с площадью Свободы в столице, но особенностью мероприятия в Ханкенди является то, что большинство участников парада — участники Второй карабахской войны.
Профессор кафедры арменистики турецкого университета Эрджиес, политолог Гафар Чакмагли, отметил, что проведение военного парада в Ханкенди имеет большое значение и является показателем того, что «стране дорога каждая пядь его земли». Отличие же этого парада от парада в Баку, состоит, согласно Чахмаглы, в том, что азербайджанская армия демонстрирует свою силу именно в том регионе, где она одержала победу над противником.

### Реакция в Армении
Председатель партии «Справедливая Армения» Норик Норикян назвал факт проведения в Ханкенди военного парада «клеймом позора» для Армении. Политолог Армянского центра международных отношений и безопасности Рубен Меграбян оценил парад как попытку Ильхама Алиева утверждения своей позиции. Бывший же помощник президента НКР Ашот Бегларян назвал парад «апофеозом цинизма бакинского режима» и «своеобразным обобщением всех преступлений бакинского режима против непризнанной на международном уровне республики».